# Martin Netsch
Martin Netsch († 28. Mai 1857 in Selb) war ein fränkischer Politiker.

## Werdegang
Der gelernte Maurermeister war Bürgermeister in Selb. Von 1855 bis 1856 gehörte er der Kammer der Abgeordneten des Bayerischen Landtags an.